# Action libérale populaire

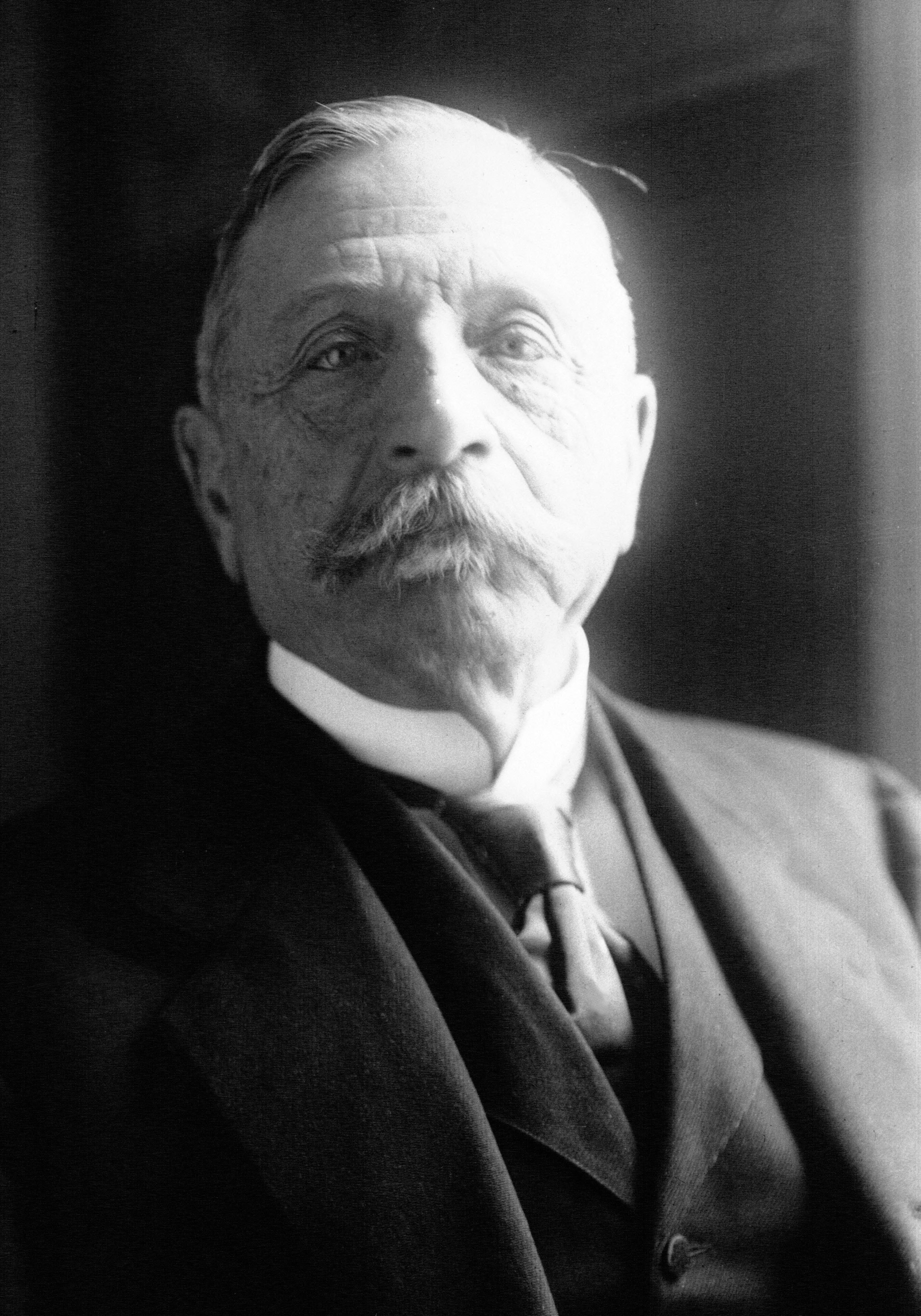
Jacques Piou (Agence Meurisse, 1913)

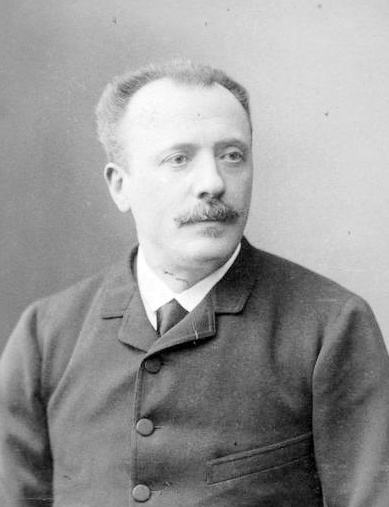
Albert de Mun (Foto Isidore Alphonse Chalot)

Die Action libérale populaire (Liberale Volksaktion, ALP), auch Action libérale (Liberale Aktion) genannt, war eine französische politische Partei der Dritten Republik, die Katholiken vertrat, die sich der Republik angeschlossen hatten. Sie bestand von 1902 bis 1919 und war zeitweilig die stärkste Kraft der politischen Rechten.

## Geschichte

### Gründung
Die Action libérale populaire wurde 1902 von Jacques Piou und Albert de Mun gegründet, ralliierten Monarchisten, die sich auf Wunsch von Papst Leo XIII. der Republik anschlossen. Ursprünglich war die Action libérale eine Parlamentsfraktion; bei der Parteigründung wurde der Begriff populaire hinzugefügt, um auch unabhängige Republikaner anzusprechen und um das Epitheton „catholique“ zu vermeiden.
Als überkonfessionelle Partei, die nach dem Vorbild der Deutschen Zentrumspartei gegründet wurde, wollte die ALP alle „ehrlichen Leute“ vereinen und der von Leo XIII. gewünschte Schmelztiegel sein, in dem sich Katholiken und gemäßigte Republikaner zusammenfinden sollten, um eine Politik der Toleranz und des sozialen Fortschritts zu unterstützen. Ihr Wahlspruch brachte ihr Programm auf den Punkt: „Freiheit für alle, Gleichheit vor dem Gesetz, allgemeine Gerechtigkeit, Verbesserung der Lage der Arbeiter.“
Die Zahl der „alten Republikaner“ war jedoch gering und es gelang ihr nicht, alle Katholiken zu vereinen. Sie wurde von Monarchisten, Christdemokraten und Unversöhnlichen gemieden, die stattdessen alle Katholiken (einschließlich der Monarchisten) in einem vor allem religiösen Abwehrkampf vereinen wollten. Sie rekrutierte sich schließlich vor allem aus katholischen Liberalen (Jacques Piou) und Sozialkatholiken (Albert de Mun).

### Vor dem Ersten Weltkrieg
Nach den Wahlen von 1902 zählte sie 89 Abgeordnete und wurde zur wichtigsten Oppositionspartei gegen den Bloc des gauches. Fast die Hälfte der Abgeordneten der ehemaligen Groupe antijuif (antisemitische Fraktion) von Édouard Drumont schlossen sich ihr an. Firmin Faure, der sich 1902 dem Nationalen Antijüdischen Komitee von Édouard Drumont angeschlossen hatte, trat ebenfalls der Gruppe bei, obwohl er dort nicht willkommen war. Zwischen 1902 und 1906 gehörten fast dreißig ihrer Abgeordneten auch der Groupe républicain nationaliste (nationalistisch-republikanische Fraktion) an, deren Vorsitzender der Antidreyfusard Godefroy Cavaignac war.
Die scharfe antiklerikale Linie der Regierung Combes (Gesetz zur Trennung von Kirche und Staat, das Unterrichtsverbot für religiöse Kongregationen und der Abbruch der diplomatischen Beziehungen zum Vatikan) gab die politische Linie der ALP vor, die sich nun der Verteidigung des Katholizismus zu widmen hatte. Ihre Aktivisten konnten sich polemisch und heftig gegen diese als sektiererisch und diktatorisch empfundene Politik aussprechen, die ihrer Meinung nach von der verhassten Freimaurerei, wenn nicht gar von der „Judäo-Maurerei“ gewollt war und manchmal, wie Jean Guiraud, die politische Linie der ALP als zu lau und ihre Wahlstrategie als zu sehr auf die gemäßigten Republikaner ausgerichtet kritisierten.
Sie beschränkte sich jedoch nicht auf diese Verteidigung, sondern setzte sich auch für politische (Verhältniswahlrecht, Ausarbeitung einer liberalen Verfassung, Dezentralisierung) und soziale Reformen (Berufsvertretung) ein. Im Namen ihrer christlichen Ideale gründete sie in ihren Reihen soziale Werke: Gegenseitigkeitsvereine, Studienzirkel, Berufsverbände usw.
Die ALP verteidigte die Kirche im Namen der Freiheit, insbesondere der Lehrfreiheit, gegen die „jakobinische und freimaurerische Unterdrückung“ und positionierte sich als Partei der republikanischen Rechten. In ihrer Blütezeit zählte sie 250.000 zahlende Mitglieder und 2.500 Komitees in ganz Frankreich. Einer ihrer Vizepräsidenten, der nordfranzösische Industrielle Paul Féron-Vrau, baute ab 1904 eine mit der ALP verbundene Pressegruppe auf, La Presse régionale, die Miteigentümerin von Provinzzeitungen war. Die Bewegung wurde von der Action française und kompromisslosen Katholiken heftig bekämpft und ging ab 1908 zurück, als sie teilweise die Unterstützung Roms verlor. Dennoch blieb die ALP bis 1914 die wichtigste politische Partei der Rechten.

### Nach dem Ersten Weltkrieg
Während des Krieges wurde sie im Namen der Union sacrée stillgelegt und 1919 blieben ihr kaum mehr als ihre Kader, doch übte sie einen wichtigen moralischen Einfluss auf die katholische Wählerschaft aus. 1919 beschloss die Action libérale populaire, sich dem Bloc national anzuschließen. In den Jahren 1922–1923 trat sie der Action nationale républicaine bei, einer kurzlebigen Koalition rechter Parteien. Die ALP war dort durch einen ihrer Führer, Graf Xavier de La Rochefoucauld, vertreten. In der Folgezeit versuchte sie vergeblich, sich neu zu konstituieren, insbesondere 1923 und 1927. Xavier de La Rochefoucauld leitete von 1924 bis 1932 eine kleine Organisation, die „Secrétariats de Concorde nationale et sociale“, die mit aktiver Unterstützung der Zeitungen der Gruppe La Presse régionale von Paul Féron-Vrau und Jules Dassonville die Nachfolge der ALP antreten sollte.
Die ALP spielte eine wichtige historische Rolle, indem sie die Katholiken in das politische Leben Frankreichs integrierte und sich als erste politische Partei der rechten Mitte nach einem modernen Konzept organisierte. Sie trug – nicht ohne Schwierigkeiten und Polemiken – zu dem Prozess bei, der von der Forderung nach einer christlichen Monarchie zur offenen Akzeptanz republikanischer Institutionen führte.

## Wahlergebnisse
- 1902 89 Sitze
- 1906 66 Sitze
- 1910 30 Sitze
- 1914 50 Sitze
- 1919 29 Sitze

## Bekannte Mitglieder

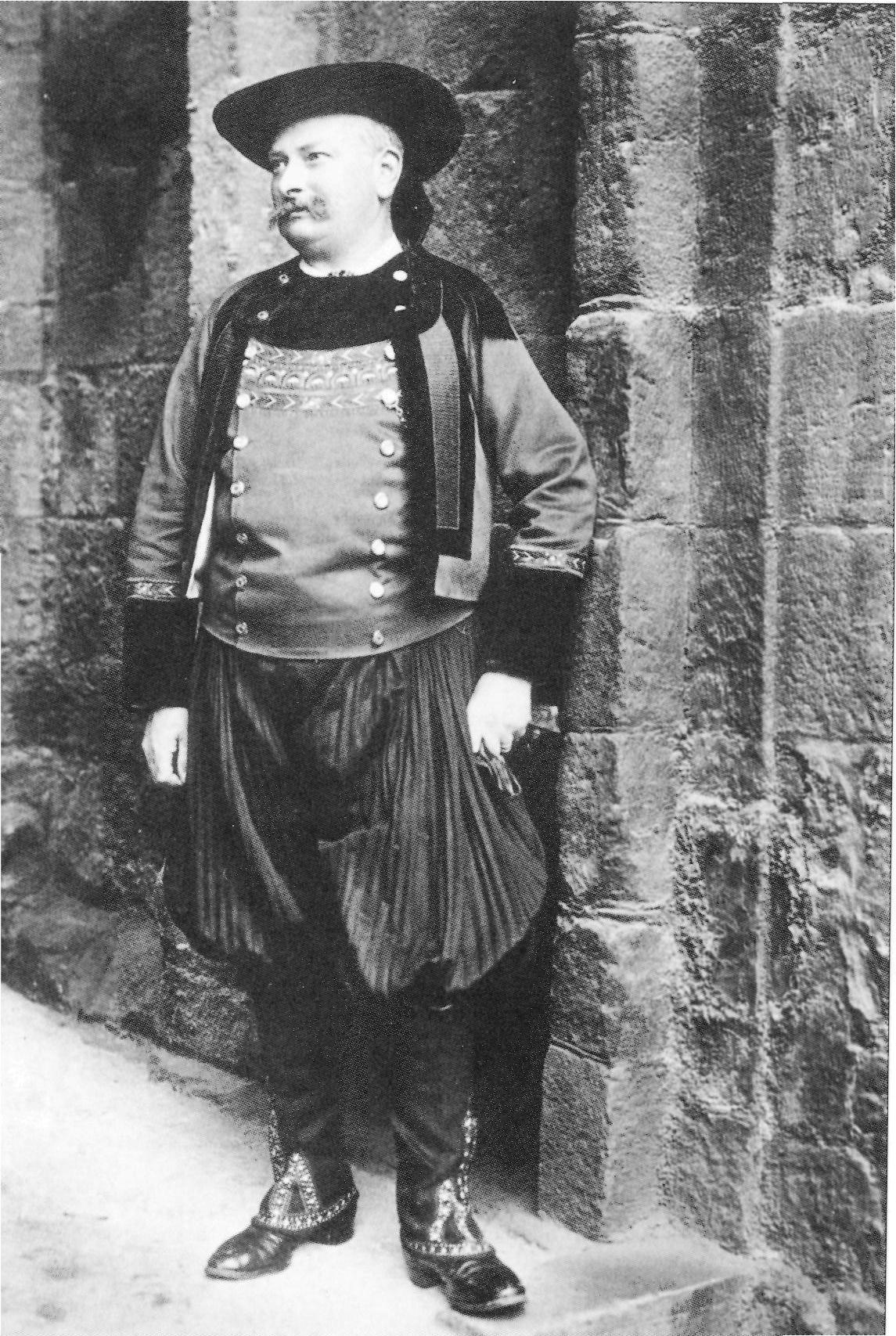
Der Marquis de l‚‘Estourbeillon beim Celtic Congress in Caernarfon, 1904.

- Denys Cochin (1851–1922), Politiker und Schriftsteller
- Jules de Cuverville (1834–1912), Admiral und Politiker
- Jules Dassonville
- Émile Driant (1855–1916), Offizier und Politiker
- Régis de L’Estourbeillon[15]
- Firmin Faure
- Paul Féron-Vrau
- Jean Guiraud
- Émile de Marcère (1828–1918), Staatsmann
- Albert de Mun
- Jacques Piou
- Xavier de La Rochefoucauld